# Nomádok
A nomádok vándorló életmódot folytatnak. A legelső emberi közösségek mind helyváltoztatóak voltak. Az újkőkorszakban, a mezőgazdaság kialakulásával jelent meg a letelepült életmód, ami mellett az állattartó nomadizmus még sokáig fennmaradt. Az ókorban és a középkorban a nomád népek többnyire törzsközösségekben éltek, ezekre használhatjuk a nomád törzsek elnevezést is. A világ néhány pontján a 21. században is gyakorolják a nomád életformát. 

## A szó és a fogalom eredete
A nomád szó eredete a „legeltetni” igével összefüggő görög nomasz („pásztor”). Hérodotosz ezzel a szóval jelölte a szkítákat, megkülönböztetve őket a földművelőktől. Emile Benveniste francia nyelvész azonban rámutatott a nomós „legelő” és a nómos „törvény” szavaknak az összefüggésére is. A nemó „megegyezés vagy törvény szerint felosztani” jelentésű ige ugyanis a nomádok legelőinek egymás közötti felosztására is utalhat. A nomádok tehát nem tetszés szerint vándoroltak, hanem – legalábbis egymás között és békeidőben – meghatározott területeket használtak saját céljaikra. idézi 
A szó eredeti görög jelentésének jobban megfelelő hazai szakirodalmi használat mellett, a nomád életmód vagy nomadizmus kifejezést gyakran alkalmazzák egyszerűen a vándorlás, kóborlás értelmében is. Így használja általában a nyugat-európai szakirodalom is, a nomádok közé sorolva például a hagyományos peripatetikus vándorlást folytató romákat vagy a dél-afrikai zsákmányoló-gyűjtögető busmanokat, sőt még a thaiföldi úgynevezett tengeri nomád halásznépeket is. Az állataikat legeltetve vándorló népeket ugyanakkor a nyugati szakirodalom a „pásztorkodó nomádok” kifejezéssel különíti el.

## A nomadizálás fajtái
Alapvető különbség mutatkozik a nyitott és a zárt nomadizmus között (excluded/external és enclosed). Az előbbi a nagy léptékű nyílt területekre, elsősorban sztyeppékre vonatkozik, ahol a mozgást semmi sem akadályozza. A zárt nomadizálás a természeti körülmények miatt behatárolt, vagy letelepült népességgel körülvett területekre jellemző, ahol az állatcsordák mozgása korlátozott területen valósulhat meg.
A nomád népek egy része szabadon vándorol állataival, például az észak-afrikai tuaregek. Ez a horizontális nomadizmus, amely nem igényel ideiglenes szállásterületet sem. Más részük meghatározott területi rend szerinti szállás- és legelőváltó gazdálkodást folytat, amely az évszakok váltakozásához igazodik. Ilyenek például a kelet-afrikai maszájok vagy a hagyományos életformájukat gyakorló belső-ázsiai mongolok. Ez többnyire vertikális nomadizmus.
A nomád életmód mellett létezik félnomád és transzhumáló életmód is. A félnomád népeknél csak a nép egyik része vándorol, míg a másik részük letelepedett földművelést folytat, ennek neve integrált nomadizmus. Ilyen életmódot folytatott például a honfoglaló magyarság. A transzhumálás során ezzel szemben az egész nép letelepedetten él, csak a pásztorok vándorolnak az állatállománnyal, hosszabb időszakokra elhagyva az állandó településeket.
A vándorlás módja szerint tehát sokféle nomadizálás lehetséges a nyitott, horizontálistól a zárt, vertikális, integrált nomadizálásig. Merev kategóriák azonban nincsenek, a nomadizálás jellege a mobilitás és az élelemtermelés típusa két változó értékével írható le. E két változó általában kapcsolatban van egymással: a pásztorkodás nagyobb aránya általában nagyobb mobilitást jelent.

## Alaptípusok
Az óvilági nomadizálás öt alaptípusát lehet megkülönböztetni:
- Elő-ázsiai és észak-afrikai nomadizálás. Az állatállomány túlnyomó része juh és házi kecske, az utazóállat a teve volt.
- A Szaharától délre az afrikai nomádok szarvasmarhát tartottak.
- Az eurázsiai lovasnomádok főként juhot és szarvasmarhát tenyésztettek.
- Tibeti magashegyi nomadizálás, főleg házi jakok és ló tenyésztésével.
- Az észak-eurázsiai rénszarvastenyésztók nomadizálása.

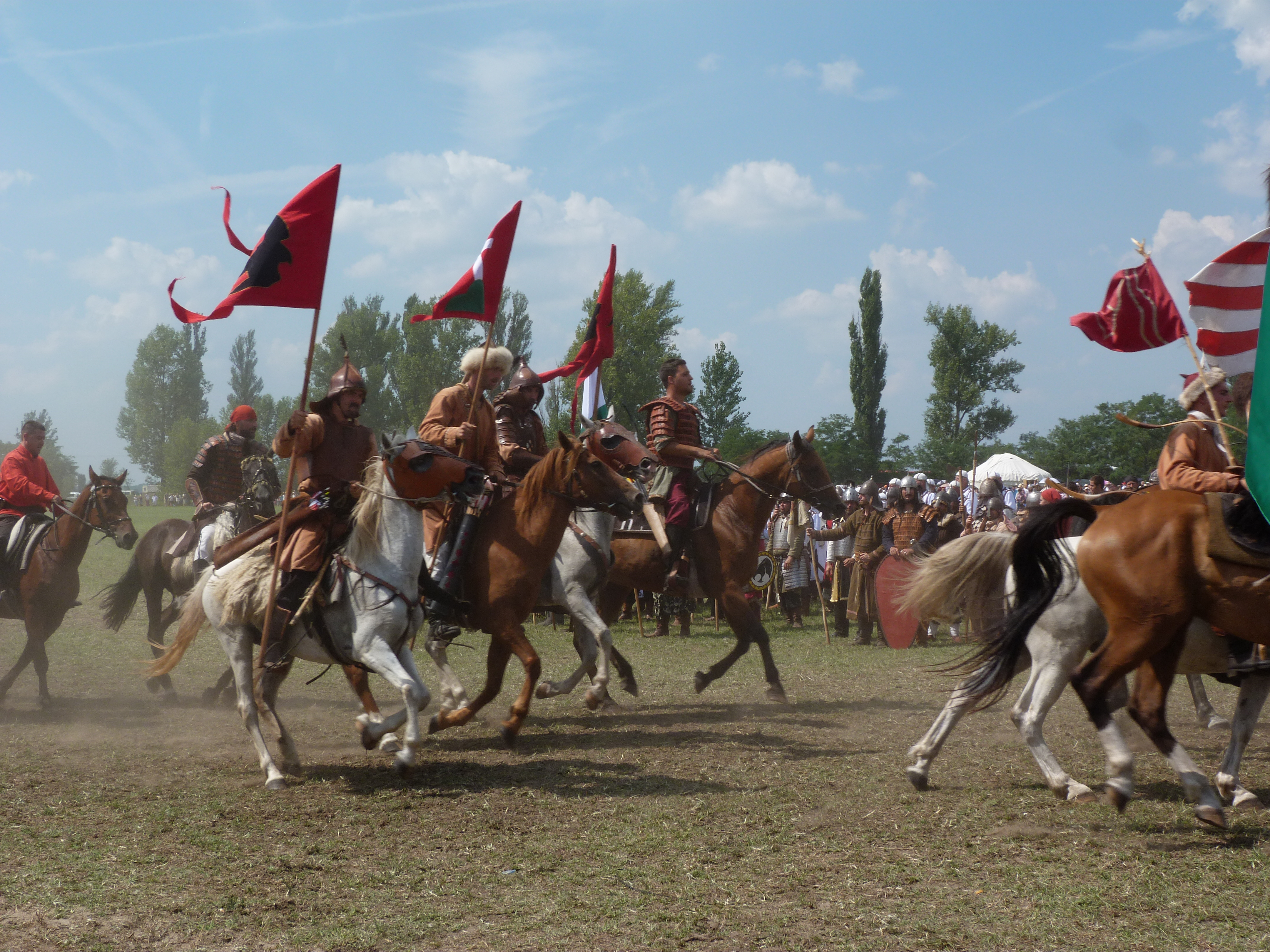
Vágta a Kurultájon (2014)